# محوطه چاه رو
محوطه چاه رو مربوط به دورهٔ سلجوقی است و در شهرستان زیرکوه، ۵ کیلومتری شرق روستای دارج پایین واقع شده و این اثر در تاریخ ۲۴ اسفند ۱۳۸۴ با شمارهٔ ثبت ۱۵۳۰۳ به‌عنوان یکی از آثار ملی ایران به ثبت رسیده است.